# كأس إسكتلندا 1891–92
كأس اسكتلندا 1891–92 (بالإنجليزية: 1891–92 Scottish Cup)‏ هو موسم من كأس اسكتلندا. فاز فيه نادي سلتيك.